# Нова Бурка
Нова Бу́рка (рос. Новая Бурка) — село у складі Бакчарського району Томської області, Росія. Входить до складу Парбізького сільського поселення.

## Населення
Населення — 309 осіб (2010; 417 у 2002).
Національний склад (станом на 2002 рік):
- росіяни — 91 %